# 蒙彼利埃区
蒙彼利埃区（法語：arrondissement de Montpellier）是法国埃罗省所辖的一个区。总面积1004.8平方公里，总人口701639，人口密度698人/平方公里（2018年）。主要城镇为蒙彼利埃。

## 辖区
蒙彼利埃区辖有67个市镇。